# Tåbreen
Der Tåbreen (norwegisch für Zehengletscher) ist ein 3,5 km langer Gletscher an der Von-Bellingshausen-Küste im Osten der antarktischen Peter-I.-Insel. Er mündet südlich der Ranvika in die Bellingshausen-See.
Wissenschaftler des Norwegischen Polarinstituts benannten ihn 1987.